# コマツシンヤ
コマツ シンヤ（本名：小松真也、1982年4月14日 - ）は、日本の漫画家、絵本作家、イラストレーター。高知県出身（高知市に生まれ、吾川郡伊野町で育つ）。国際デザインカレッジマンガ科卒業。アックスマンガ新人賞における受賞作を表題作とする作品集『睡沌気候』（青林工藝舎）や、ウェブコミック配信サイト『ぽこぽこ』において連載された『8月のソーダ水』、『月刊コミック@バンチ』に連載された『つるまき町 夏時間』、『PHPスペシャル』において連載中の『午后のあくび』などの漫画作品のほか、絵本『ミライノイチニチ』（あかね書房）などでも知られている。

## 経歴
小学2年生のころから漫画を描いており、中学校時代から『高知新聞』のコーナー「高新まんが道場」に投稿していたという。高校在学中には、第10回黒潮マンガ大賞（1998年）において「ゴミ箱計画」が入選し、翌年の黒潮マンガ大賞では「神さまの落とし物」が入選している。高知西高校を卒業後、2003年に国際デザインカレッジ（現在の国際デザイン・ビューティカレッジ）を卒業。在学中の2001年には、第13回黒潮マンガ大賞において「ヤマンボウ」がストーリー部門大賞を受賞。「独特のほのぼのとした絵柄」を描く高新まんが道場の常連と紹介されており、受賞作は「読者を最後まで虚構の世界に引き込んでくれる」作品で「自分の絵」が描けていると審査員に評された。そして2004年の第6回アックスマンガ新人賞において、『アックス』にデビュー作として掲載された『睡沌気候』が本秀康個人賞を受賞。2011年に青林工藝舎から作品集が刊行され、『アックス』第82号（ISBN 978-4-88379-346-4）において特集が組まれた。
2015年に刊行された「いの町公式観光ガイドブック」では、表紙にコマツのイラストが採用され、短編漫画「ふわふわ」が掲載されている。また同年には、『月刊コミック@バンチ』に連載されていた『つるまき町 夏時間』の単行本刊行を記念して、個展「夏の博物誌」が大阪市において開催された。第19回文化庁メディア芸術祭では、マンガ部門において審査委員会推薦作品に選ばれている。2017年には、東京都港区において個展「睡沌紀行」が開催された。そして2019年には、コマツが装画と挿画を手掛けた児童小説『セミクジラのぬけがら』（如月かずさ著、偕成社）刊行を記念して、個展「MICRO COSMOS COLLECTION」が港区にて開催されている。

## 作品

### 漫画作品
- ヤマンボウ - 第13回黒潮マンガ大賞（2001年）ストーリー部門大賞受賞作。国際デザインカレッジ在学中の作品。
- 睡沌気候（『アックス』第40号 - 第41号、2004年） - デビュー作。第6回アックスマンガ新人賞本秀康個人賞受賞。
  - 『睡沌気候』 - 2011年6月に青林工藝舎より刊行された上記の作品を表題作とする作品集（ISBN 978-4-88379-342-6）。2012年にフランス語訳版（ISBN 978-2-91551791-0）、2019年にロシア語訳版（ISBN 978-5-75840414-0）が刊行されている。
- うわのそらが丘より（『高知新聞』2009年5月26日 - 6月22日） - 下記の『8月のソーダ水』単行本に収録。
- 8月のソーダ水（『ぽこぽこ』2012年8月 - 2013年3月） - 2013年5月に太田出版より単行本（ISBN 978-4-7783-2189-5）が刊行[13]。2014年に韓国語訳版（ISBN 978-89-5975724-4）、2018年にフランス語訳版（ISBN 978-2-36481008-2）が刊行されている。
- 午后のあくび（『PHPスペシャル』2014年8月号 - ） - 2017年11月に亜紀書房より単行本第1巻 （ISBN 978-4-7505-1527-4）が刊行[14]。2020年7月に第2巻（ISBN 978-4-7505-1643-1）が刊行。
- つるまき町 夏時間（『月刊コミック@バンチ』2014年9月号 - 2015年9月号） - 2015年8月に新潮社より単行本（ISBN 978-4-10-771833-4）が刊行。第19回文化庁メディア芸術祭マンガ部門にて審査委員会推薦作品に選出。
- 『カタツムリ 小笠原へ』 - 福音館書店より『たくさんのふしぎ』2015年9月号として刊行。文は千葉聡が担当。2019年5月に「たくさんのふしぎ傑作集」シリーズとして

刊行（ISBN 978-4-8340-8463-4）。
- 『デタラメ研究所』 - 福音館書店より『たくさんのふしぎ』2018年8月号として刊行。文は小波秀雄が担当。

### 絵本
- 『ゆかしたのワニ』 - 福音館書店より『こどものとも 年中向き』2018年11月号として刊行。文はねじめ正一が担当。2019年に韓国語訳版（ISBN 978-89-5998376-6）が刊行されている。
- 『ミライノイチニチ』 - 2019年10月にあかね書房より刊行（ISBN 978-4-251-09920-4）。コマツが文と画をともに手掛けた初の絵本[15]。

### イラスト
- 横山充男『ラスト・スパート! 』 - 2013年11月にあかね書房より「スプラッシュ・ストーリーズ」シリーズとして刊行（ISBN 978-4-251-04416-7）。
- 山本省三『脱走ペンギンを追いかけて』 - 2016年3月に佼成出版社より「いのちいきいき」シリーズとして刊行（ISBN 978-4-333-02730-9）。
- 如月かずさ『ミッチの道ばたコレクション セミクジラのぬけがら』 - 2019年8月に偕成社より刊行（ISBN 978-4-03-439440-3）。
- 廣嶋玲子『トラブル旅行社（） 砂漠のフルーツ狩りツアー』 - 2020年3月に金の星社より刊行（ISBN 978-4-323-05901-3）。
- 如月かずさ『ミッチの道ばたコレクション ドラねこまじんのボタン』 - 2020年10月に偕成社より刊行（ISBN 978-4-03-439450-2）。

### 装画
- 新井素子『イン・ザ・ヘブン』2013年10月、新潮社。ISBN 978-4-10-385803-4
- 前田司郎『異常探偵 宇宙船』2018年2月、中央公論新社。ISBN 978-4-12-005050-3
- 新井素子『この橋をわたって』2019年4月、新潮社。ISBN 978-4-10-385804-1
- 大森兄弟『ウナノハテノガタ』2019年7月、中央公論新社。ISBN 978-4-12-005212-5